# Giải thâm mật kinh
 Giải thâm mật kinh  (zh. 解深密經, sa. saṃdhinirmocana-sūtra, bo. dgongs pa nges par `grel pa`i mdo དགོངས་པ་ངེས་པར་འགྲེལ་པའི་མདོ་), phiên âm Hán-Việt là  San-địa-niết-mô-chiết-na-tu-đa-la  (zh. 刪地涅謨折那修多羅), là một bộ kinh Đại thừa. Cùng với kinh Nhập Lăng-già, Giải thâm mật là bộ kinh căn bản của Duy thức tông, nói về A-lại-da thức (sa. ālaya-vijñāna), Tam tự tính (sa. trisvabhāva) của thế giới hiện hữu theo Duy thức học.
Kinh này bao gồm tám phẩm. Phẩm thứ nhất là phẩm mở đầu, nói về thời điểm, nguyên do Phật thuyết kinh này. Phẩm thứ hai nói về sắc thái của chân lý tuyệt đối (thắng nghĩa đế tướng), về lý Bất nhị và tính siêu việt của Tâm. Phẩm 3-5 nói về Tâm ý, Thức tướng, về Tự tính và Vô tự tính tướng, nói bao gồm là "Tâm chính là cảnh sở quán". Phẩm 6-7 nói rằng Tâm chính là hạnh năng quán và phẩm 8 nói về Phật sự, quả sở đắc.
Kinh này có nhiều bản Hán dịch. Bản dịch đầu tiên được Cầu-na-bạt-đà-la (sa. guṇabhadra) hoàn tất năm 443 (hoặc 453) – chỉ có hai phẩm 7 và 8 được dịch – dưới tên Tương tục giải thoát liễu nghĩa kinh. Năm 515, Bồ-đề-lưu-chi (sa. bodhiruci) dịch trọn bộ dưới tên Thâm mật giải thoát kinh, bản này được gọi là bản Nguỵ dịch. Năm 561, Chân Đế (sa. paramārtha) dịch phẩm một. Tam Tạng Pháp sư Huyền Trang dịch trọn bộ năm 647 dưới tên Giải thâm mật kinh, bản này được gọi là Đường dịch.